# Friedrich Ernst Morgenstern
Friedrich Ernst Morgenstern (født 17. januar 1853 i Frankfurt a. M., død 29. maj 1919 sammesteds) var en tysk maler.
Morgenstern hørte til en kunstnerfamilie, der i 5 Generationer dyrkede malerkunsten, særlig i Frankfurt a. M. Faderen Carl Morgenstern (de) (1812–1893) vandt navn ved italienske billeder (Hamborgs Kunsthalle: Fra Ariccia). Friedrich Ernst Morgenstern, der en tid studerede i Paris, har særlig dyrket marinemaleriet; han virkede som professor i sin fødeby.